# پاپوآ گینه نو در المپیک تابستانی ۲۰۲۴
کاروان المپیکی پاپوآ گینه نو، یکی از کاروان‌های شرکت‌کننده در بازی‌های المپیک تابستانی ۲۰۲۴ بود. این دوره از بازی‌ها از ۲۶ ژوئیه تا ۱۱ اوت ۲۰۲۴ (۵ تا ۲۱ امرداد ۱۴۰۳ خورشیدی) به میزبانی پاریس، پایتخت فرانسه برگزار شد. این حضور، یازدهمین حضور کاروان پاپوآ گینه نو در المپیک بود.
این‌ کاروان هیچ‌گاه موفق به کسب مدال نشده است و این روند در المپیک پاریس تکرار شد.

## شرکت‌کنندگان
ورزشکاران این کاروان در ورزش‌های زیر به رقابت پرداختند.
| ورزش        | مردان | زنان | مجموع |
| ----------- | ----- | ---- | ----- |
| دو و میدانی | ۰     | ۱    | ۱     |
| بوکس        | ۱     | ۰    | ۱     |
| شنا         | ۱     | ۱    | ۲     |
| تکواندو     | ۲     | ۰    | ۲     |
| وزنه‌برداری  | ۱     | ۰    | ۱     |
| مجموع       | ۵     | ۲    | ۷     |